# Умов Микола Олексійович
Умов Микола Олексійович (23.І (4.II) 1846, Симбірськ, тепер Ульяновськ — 15 (28).І 1915, Москва) — російський фізик. 

## Життєпис
1867 закінчив математичний відділ фізико-математичного факультету Московського університету. Слухав лекції О. Столєтова. 1872 р. захистив магістерську дисертацію і ще в 1871 був запрошений викладати у Новоросійському університеті як доцент кафедри фізики (професор з 1875). У 1874 році захистив у Московському університеті докторську дисертацію «Рівняння руху енергії в тілах».
З 1893 після двадцяти двох років роботи в Одесі М. О. Умов почав працювати в Московському університеті, де з 1896 очолював кафедру фізики. Викладав фізику студентам-медикам і теоретичну фізику студентам-математикам. Після смерті професора Столєтова читав курси з експериментальної фізики. 
Спільно з Лебедєвим брав участь в складанні проекту і організації Фізичного інституту при університеті. На знак протесту проти реакційних заходів міністра освіти Л. О. Кассо 1911 залишив університет.

## Наукова діяльність
Наукові праці — з різних теоретичних питань фізики, зокрема з теорії коливальних процесів у пружних середовищах, висновки якої поширив на термомеханічні явища в цих середовищах. 
1874 запровадив поняття про густину потоку енергії. Уявлення про енергію Дж. Пойнтінг застосовував для електромагнітного поля (див. Умова — Пойнтінга вектор). 1875 року розв'язав задачу про розподіл струмів на поверхні провідника.
1902-1904 — виконав дослідження з теорії земного магнетизму. Експериментально досліджував дифузію речовин у водних розчинах, відкрив ефект хроматичної деполяризації променів світла, що падають на матову поверхню тощо.